# Bend (Oregon)
Bend je město ve středním Oregonu v okrese Deschutes County s 75 290 obyvateli. Je největším městem Středního Oregonu, v roce 2000 počet obyvatel činil 52 029, o deset let později zde žilo 76 693 osob. Nachází se na východním okraji Kaskádového pohoří podél řeky Deschutes River. Největší podíl na zdejší ekonomice zaujímá turistika, zejména outdoorové sporty. Sídlí zde Central Oregon Community College a kampus Oregon State University.